# Polycarpa longiformis
Polycarpa longiformis är en sjöpungsart som beskrevs av Takasi Tokioka 1952. Polycarpa longiformis ingår i släktet Polycarpa och familjen Styelidae. Inga underarter finns listade i Catalogue of Life.